# Olea europaea subsp. cuspidata
Sous-espèce
Classification phylogénétique
Olea europaea subsp. cuspidata (Wall ex G. Don) est une sous-espèce d'Olea europaea L. dont l'olivier européen (Olea europaea L. europaea) est une autre sous-espèce. Elle appartient à la famille des Oleaceae. Elle est parfois appelée « Bois d'olive noir » ou « Olivier brun ». En langue anglaise : African olive ou Wild olive.
Ce sont des arbres assez petits. Cependant en Éthiopie, comme à Lalibela, dans les enclos des églises, ils peuvent atteindre près de vingt mètres de haut.

## Description botanique
Le terme « cuspidata » pourrait se rapporter à la pointe de la feuille ou du fruit.

### Port et appareil végétatif
Cette espèce d'olivier comprend de nombreux arbres toujours verts dont la taille varie entre 2 et 15 m de hauteur.

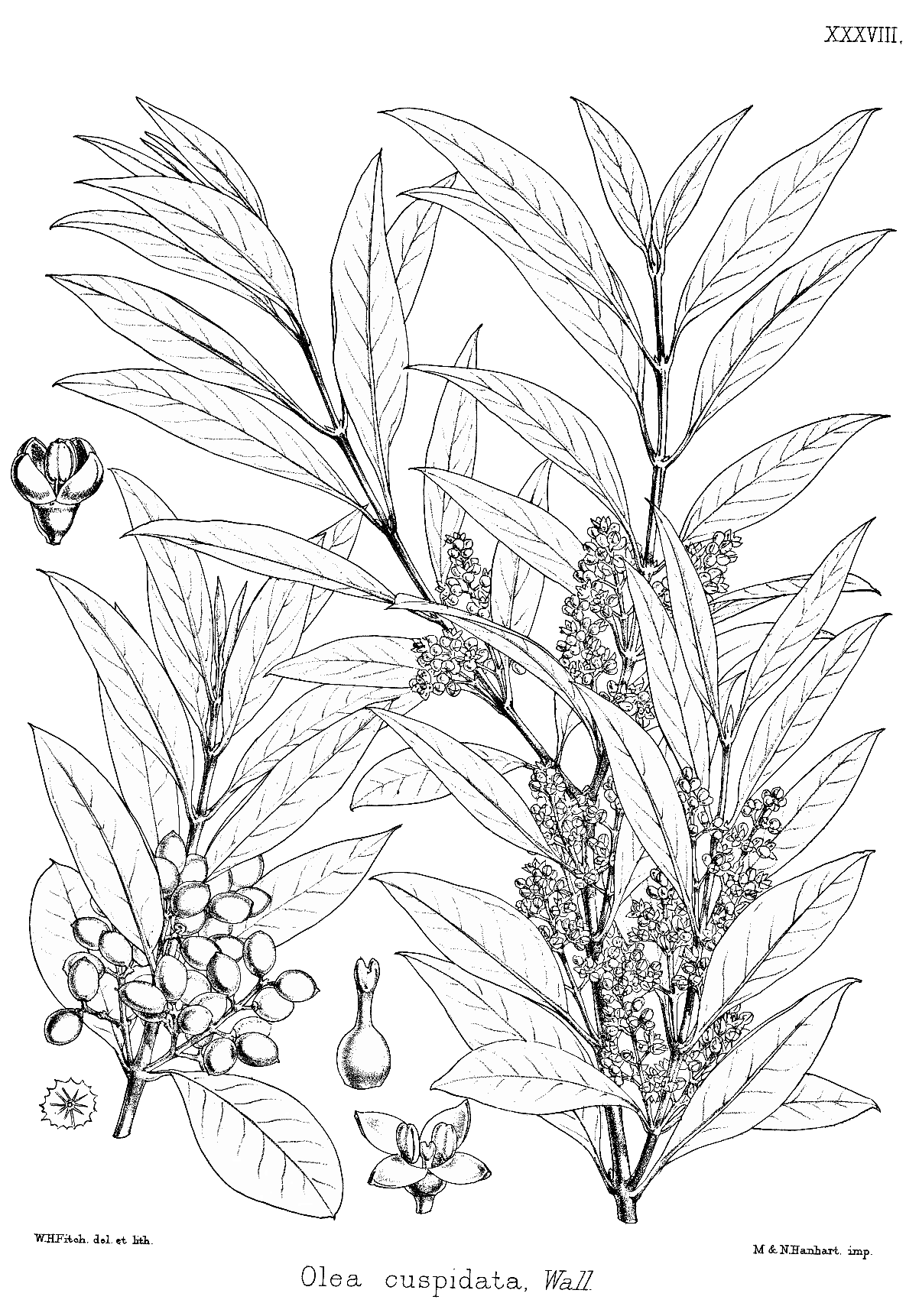
Planche sur Olea europaea subsp. cuspidata

### Feuilles
Les feuilles sont opposées, décussées et entières. Leur taille est comprise entre 3 et 3 à7 cm de longueur et 0,8 et 0,8 à2.5 cm de largeur. La feuille d'apex est aigüe avec une petite pointe, la base est atténuée en coin. La marge des feuilles est entière et enroulée, la face supérieure est grisâtre-verte et luisante. La face inférieure a un revêtement dense d'écailles argentées, dorées ou brunes. La nervation est bien visible sur la face supérieure et masquée sur la face inférieure. Le pétiole est long d'au moins 10 mm .
Ces feuilles ressemblent à celle de l'olivier cultivé (Olea europaea europaea europaea) mais la pilosité des faces abaxiales des feuilles n'est jamais aussi développée que chez cette dernière espèce. Cet indumentum est parsemé de taches de couleur rouge-rouille.

### Fleurs
Les fleurs sont groupées en panicules ou en grappes de 50 à 60 mm long. Le calice est quadrilobé et mesure 1 mm de longueur. La corolle est blanc-verdâtre ou crème. Le tube est de 1 à 2 mm de longueur. Les lobes sont de 3 mm de longueur et réfléchis à l'anthèse. Les deux étamines sont fusionnées près du sommet du tube de la corolle avec des anthères bilobèes.

### Fruits
Le fruit est une drupe dont la forme varie de sphérique à ellipsoide, le diamètre étant de 6 mm et la longueur allant de 15 à 25 mm. La drupe est charnue, glauque avec une bonne brillance quand elle est mûre, allant vers le pourpre-noir. Les arbres fleurissent habituellement au printemps.

## Utilisation
Le bois est très apprécié. Il est durable et utilisé pour l'ébénisterie fine et le tournage.
Cette espèce est cultivée comme arbre d'ornement pour les parcs et jardins. Elle est aussi utilisée pour la production d'olives de table et d'huile. Des greffes de cultivars de l'Olea europaea ont été couronnées de succès et permettent de produire de bonnes olives.

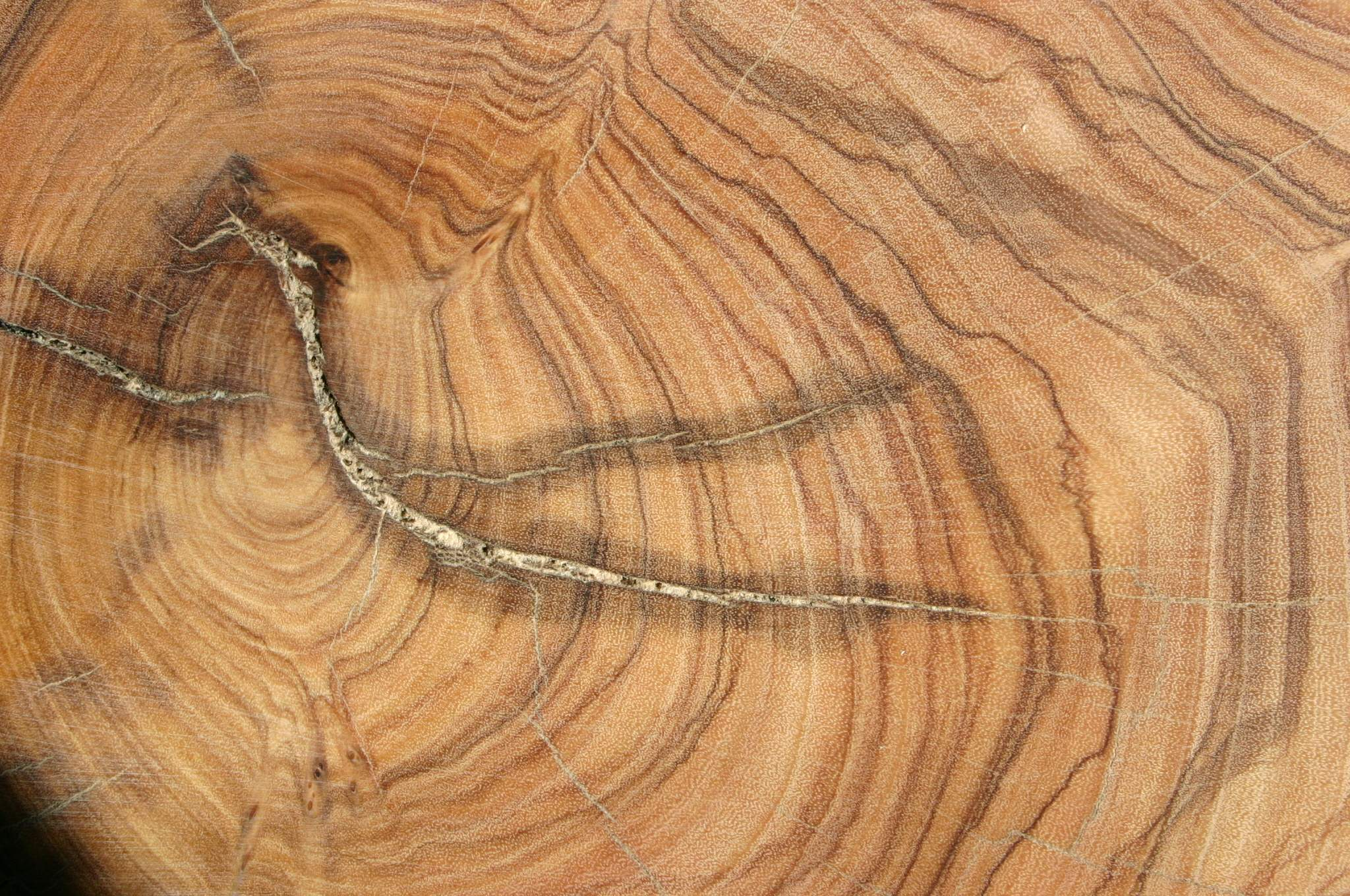
Coupe transversale d'un tronc d'Olea europaea cuspidata (Afrique du Sud)

## Synonymes
Les principaux sont (sur les 30 reconnus) :
- O. indica Kleinhof ex Burn. F. Fl. Indica: 6 (6 mars-5 avril 1758). Type "Java", Kleynhof [sic] (holotype G).
- O. africana Mill., Gard. Dict. ed. 8, Olea 4 (16 avril 1768). Type: Cult. Hort. Chelsea (holotype BM)
- O. chrysophylla Lam., Tab. Encycl. 1 :2 (1791). Type: Mauritanie (holotype P, n.v. ; IDC microfiche 6207, 432/8).
- O. europaea sensu Thumb., Prodr. Flor. Cap.: 2 (1794), non L.
- O. europaea var. verrucosa Willd., Sp. Pl. ed. 4 (1797). Type Afrique du S., Cap de Bonne espérance, Thurnberg (holotype UPS, n.v. ; IDC microfiche 5184,8/8).
- O. sativa var. verrucosa (Willd) Roem. & Schult., Syst. Pl. 1: 69  (1817).
- O. verrucosa (Willd.) Link, Enum. Hort. Berol. 1: 33 (1821).
- Olea cuspidata Wall. ex G.Don
- O. similis Burch., Trav. S. Africa 1: 177 & 2: 264 (1822 & 1824). Type comme pour O. europaea var. verrucosa.
- O. asiatica Desf., Tabl. École Bot. (Cat. Hort. Paris éd. 2) :88 (1829) nom. nud.
- O. ferruginea Royle, Ill. Bot. Himal. Mts.: 267, t. 65 f. 1 (1835). Type India, rives de la Jumma et Sutlej (holotype LIV) ? n.v. ; isotype ? K).
- O. cuspidata Wall. Ex G. Don, Syst. 4:49 (1837). Type Inde, Kumoan, Wallich 2817 (holotype K-W).
- O. verrucosa var. brachybotrys D.C. , Prodr. 8 : 285 (1844). Type : Afrique du Sud, Drège (holotype G, n.v.)
- O. somaliensis Baker in Dyer, Fl. Trop. Afr. 4 (1): 18 (1902). Type : Soudan, Hildenbrandt 1524 Holotype K, isotype BM).
- O. europaea L. var. nubica Schweinf. Ex Baker loc. cit. (1902). Type Soudan, Scweinfurth 249 (holotype K).
- O. chrysophylla var. subnuda R. E.Fr., Wiss. Ergebn. Schwed. Rodhesia-Kongo Exxped. 1:258 (1916). Type Congo (Kinshsa), Kasindi, Fries 1856 (holotype UPS?, n.v.).
- O. schimperi Gand., Bull. Soc. Bot. France 65:58 (1918). Type : Éthiopie, Schimper ed. II no. 945 (holotype ?LY, n.v. ; isotype K).
- O. monticola Gand., loc. cit. (1918). Type Érythrée, Pappi 910 (holotype ?LY, n.v.).
- Linociera lebrunii Staner, Rev. Zool. Bot. Gart. Berlin-Dalhem 12:299 (1934). Type : Tanzanie, Schlieben 5065 (holotype B, † ; isotypes BM, K).
- O. subtrinervata Chiov., Atti Reale Acad. Italia, Mem. Cl. Sci. Fis. 11:49 (1940). Type Éthiopie, E. Reghini 49 (holotype FT).
- O. europaea var. cuspidata (Wall. Ex. G. Don) Cif., L’Olivicolture 19 (5) :96 (1942).
- O. europaea var. cuspidata (Wall. ex. G. Don) Cif., L’Olivicolture 19 (5) :96 (1942).
- O. chrysophylla var. somaliensis (Baker) A. Chev., op. cit. : 18 (1948).
- O. chrysophylla var. aucheri A. Chev., op. cit. :18 (1948).
- O. chrysophylla var. nubica (Schweinf. Ex Baker) A. Chev. op. cit.: 18 (1948).
- O. chrysophylla var. euchrysophylla A. Chev., loc. cit. (1948).
- O. chrysophylla var. cuspidata (Wall ex. G. Don) A. Chev. loc. cit. (1948).
- O. chrysophylla var. ferruginea (Royle) A. Chev., loc. cit. : (1948).
- O. chrysophylla var. verrucosa (Willd.) A. Chev., op. cit. 19 & 20 (1948)
- O. europaea var. ferruginea (Royle) Cif., Oleaia 3-4 :3 (1950).
- O. aucheri A. Chev. Ex. Ehrend., Osterr. Akad. Wiss. Math.-Naturwiss. Kl., Anz. 97:156 (1960). Type : Oman, Aucher-Eloy 4918 (holotype WU?, n.v. ; isotype K).
- O.europaea subsp. africana (Mill) P.S. Green, Kew Bull. 34:69 (1979) : La Réunion Cirque de Mafate.

## Localisation
On trouve cet olivier en/au :
- Arabie saoudite : Djebel Faifa (2 août 1982) ;
- Yémen : Sumarra Pass (17 août 1987) ;
- Oman 1 km au sud de Teetaem (8 nov. 1977) ;
- Iran : prov. de Zahedan (19 mars 1971) ;
- Afghanistan : prov. de Konar (8 juin 1969) ;
- Pakistan : Quetta (mai 1965) ;
- Cachemire[2] : sud de Sutlej, au-dessus de Wangtu (14 août 1847) ;
- Inde : Uttar Pradesh, Kumaun (sd) ;
- Chine : Sichuan Litang  (2 juin 1914) ;
- Égypte : Djebel Elba, Wadi Darween (6 fev. 1933) ;
- Soudan : Erkowit (24 avr. 1967) ;
- Éthiopie : Motula ESE de Amba (4 fevr. 1957) ;
- Somalie : 61 km SE d'Erigavo (25 nov. 1980) ;
- Congo-Kinshasa : Kivu, Parc national Albert (24 avril 1953) ;
- Ouganda : Karamoja, Mont Moroto (fev. 1960) ;
- Ruanda : Bulenge (8 sept. 1953) ;
- Burundi : Muyingas, Ruhehe (Kigoma (29 mai 1981) ;
- Kenya : Kiambu (Kikuyu escarpment), route de Nairobi à Naivasha (21 sept. 1971) ;
- Tanzanie : Arusha, Mont Méru (23 dec. 1966) ;
- Angola : Huíla, Quilemba-Chela (4 jui, 1937) ;
- Zambie : rives Nord du Zambèze, près des chutes d'eau (7 juillet 1930) ;
- Malawi : Parc National Nyika (29 juillet 1982) ;
- Zimbabwe : Umwumvumvu (21 av. 1963) ;
- Mozambique : Maputo, Ilha da Inhaca (28 juil. 1980) ;
- Botswana : Ylhwane (17 novembre 1977) ;
- Swaziland : Nggewenphisi, 4 km sud de Sidvokodvo (8 sept; 1979) ;
- Lesotho : 10 km de Quthing (10 déc. 1970) ;
- Afrique du Sud : Transvaal, Fountain Valley près de Pretoria (28 dec. 1928) ;
- Île Maurice: Baie du Cap (16 avril 1974) ;
- Île de La Réunion : cirque de Mafate.

Olea europaea subsp. cuspidata est indigène en Afrique du Sud (au Zimbabwe), régions à partir desquelles il s'est répandu, au Moyen-Orient, au Pakistan et de l'Inde à la Chine. Les forêts subtropicales sèches d'Olea europaea subsp. cuspidata sont situées dans les forêts à plantes dicotylédones de l'écorégion de l'Himalaya.
Au XIXe siècle il a été introduit sur le territoire de l'Australie à des fins économiques (Spennemann & Allen, 2000; Bass et al, 2006). Depuis 1960, des populations naturalisées d'O. e. cuspidata ont été trouvées dans l'archipel d'Hawaï (Starr et al., 2003). Il a été également introduit dans l'Île Norfolk (territoire australien autogouverné).

## Intérêt de cette espèce
Cette espèce a une répartition mondiale importante (Afrique du Sud à Afrique du Nord-Est et d'Asie du Sud-Est au Yunnan-Sichuan en Chine). Certains auteurs (Lamaret et al. (2000)) ont suggéré que les représentants l’Asie du Centre et du Sud-Est pouvaient constituer un taxon distinct de l’Africain : à cet effet, une analyse ultérieure a été demandée.
Les feuilles de ces sous-espèces ressemblent à celles des oliviers cultivé, bien que quelquefois en Asie du SO, spécialement mais pas de manière consistante ni exclusivement, l’indumentum abaxial est distinctement teinté de rouge-rouille. Le degré de charnu des drupes varie mais n’est jamais aussi développé que dans la subsp. europaea. Il a été rapporté qu’une huile brute est extraite des populations sauvages d’Oman.
Avec une plante ayant une distribution aussi étendue (et une autre qui, bien que distincte, est  aussi importante et cultivée que l’olivier), il n’est pas surprenant que dans plusieurs régions elle ait été décrite comme espèces différentes, par conséquent synonymes. Cependant, quand des spécimens de la totalité de l’aire géographique sont comparés, il n’y a pas de caractères morphologique qui ont été trouvés sur lesquels on puisse justifier des différences de taxon. Ceci est complété par les analyses scientifiques (Green &Wickens, 1989).
Les récoltes faites entre 1900 et 2 300 m au mont Kulal au nord du Kenya, qui est notable pas sa flore inusuelle, sont remarquables par leurs feuilles étroites qui correspondent à celle de la subsp. laperrinei (Masheti et al. H-335, Tweedie 4244 et Verdcourt 2247). On pourrait être tenté de considérer qu’elles appartiennent à la sous-espèce saharienne si ce n’était la position géographique du Mont Kulal, mais aussi parce qu’il existe une récolte également à feuilles étroites provenant d’une altitude plus basse (750 m) à Dandu, sur la frontière Éthiopienne-Kényane (Gillett 13422).
Par opposition, il faut noter que les spécimens, récoltés au voisinage du Mont Kilimandjaro, ont des feuilles qui tendent à être plus larges en rapport avec leur longueur que les récoltes des autres zones ; cependant, des feuilles semblables sont visibles sur du matériel d’ailleurs, de sorte que O. kilimandscharica Knobl est retenu comme synonyme.
Une forme intéressante à fruit doux (Collenette 4593) provenant de populations isolées d’Arabie saoudite a été décrite par Collenette comme f. dulcis (Collenette 1988). Après recherches, cette plante peut être considérée comme ayant une signification économique.
Cette sous-espèce s’est naturalisée en Hawaï, Australie, Nouvelle-Zélande et dans l’île de Norfolk sans qu’on sache comment et quand elle a été introduite.

## Reproduction et protection
La pollinisation est assurée par le vent (anémogamie). Les fruits (olives) sont ingérés, à maturité, par les oiseaux et les petits mammifères. Le passage dans le tube digestif stimule la germination des noyaux rejetés dans les fèces.
Ce taxon semble maintenir ses populations sauvages. En Australie, il est surveillé car susceptible de devenir une plante envahissante. Il en va de même à Hawaï où les oiseaux jouent un rôle actif dans la propagation de cette plante jugée invasive. Des mesures ont été prises pour décourager les particuliers de planter cet olivier.

## Images

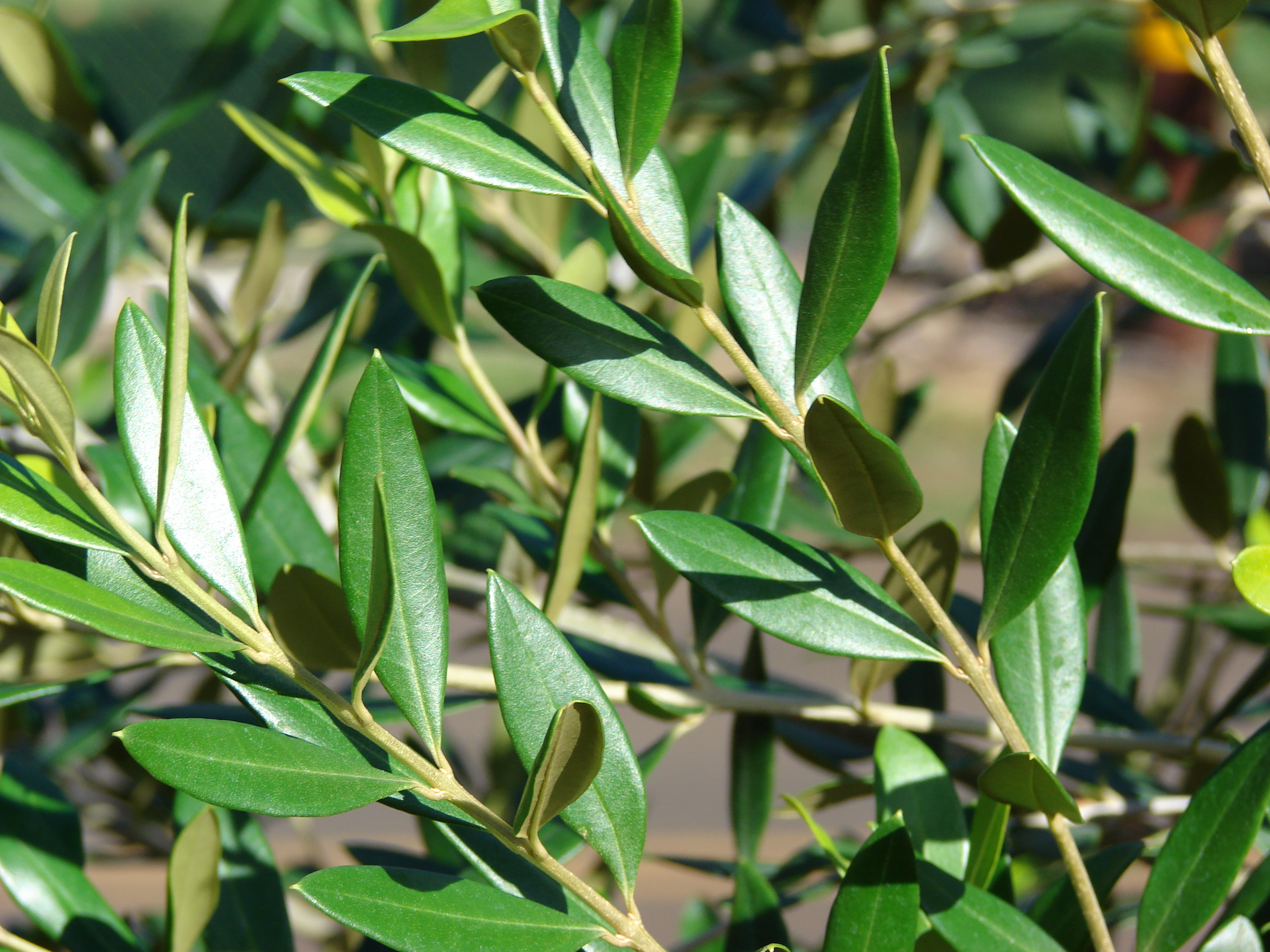
Une vue rapprochée du feuillage.
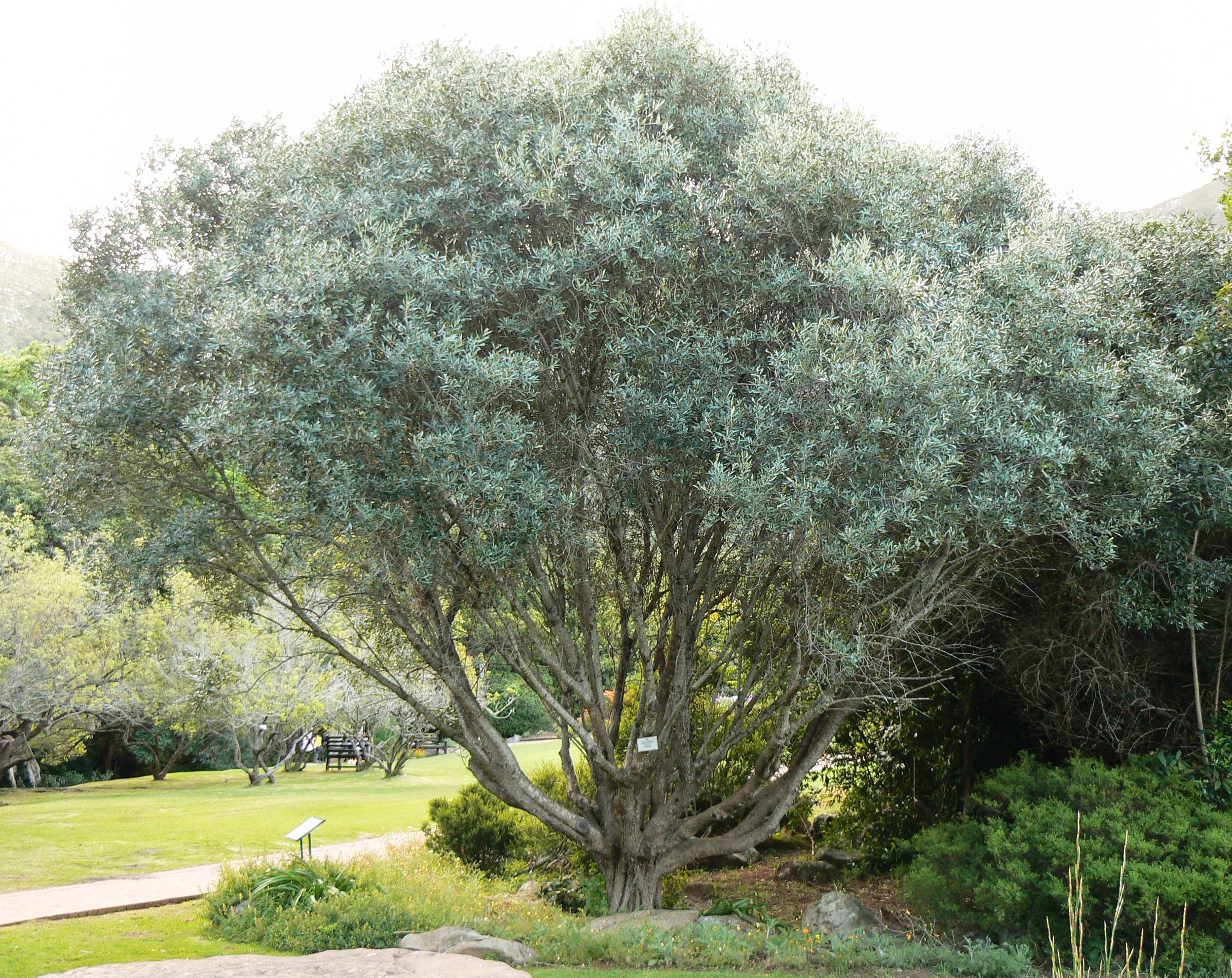
Un spécimen poussant dans la ville du Cap.
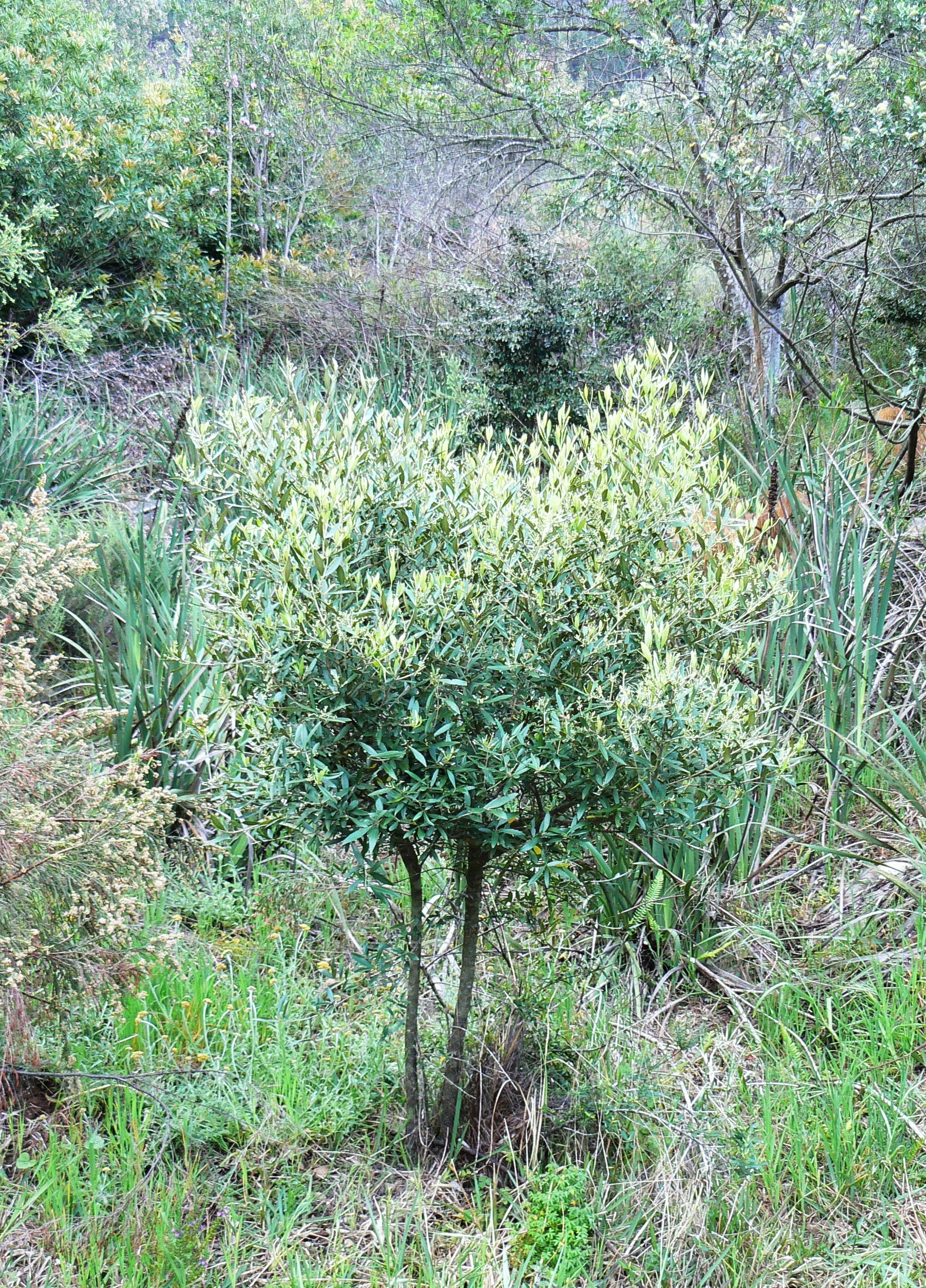
Un jeune arbre dans son habitat naturel en Afrique du Sud.
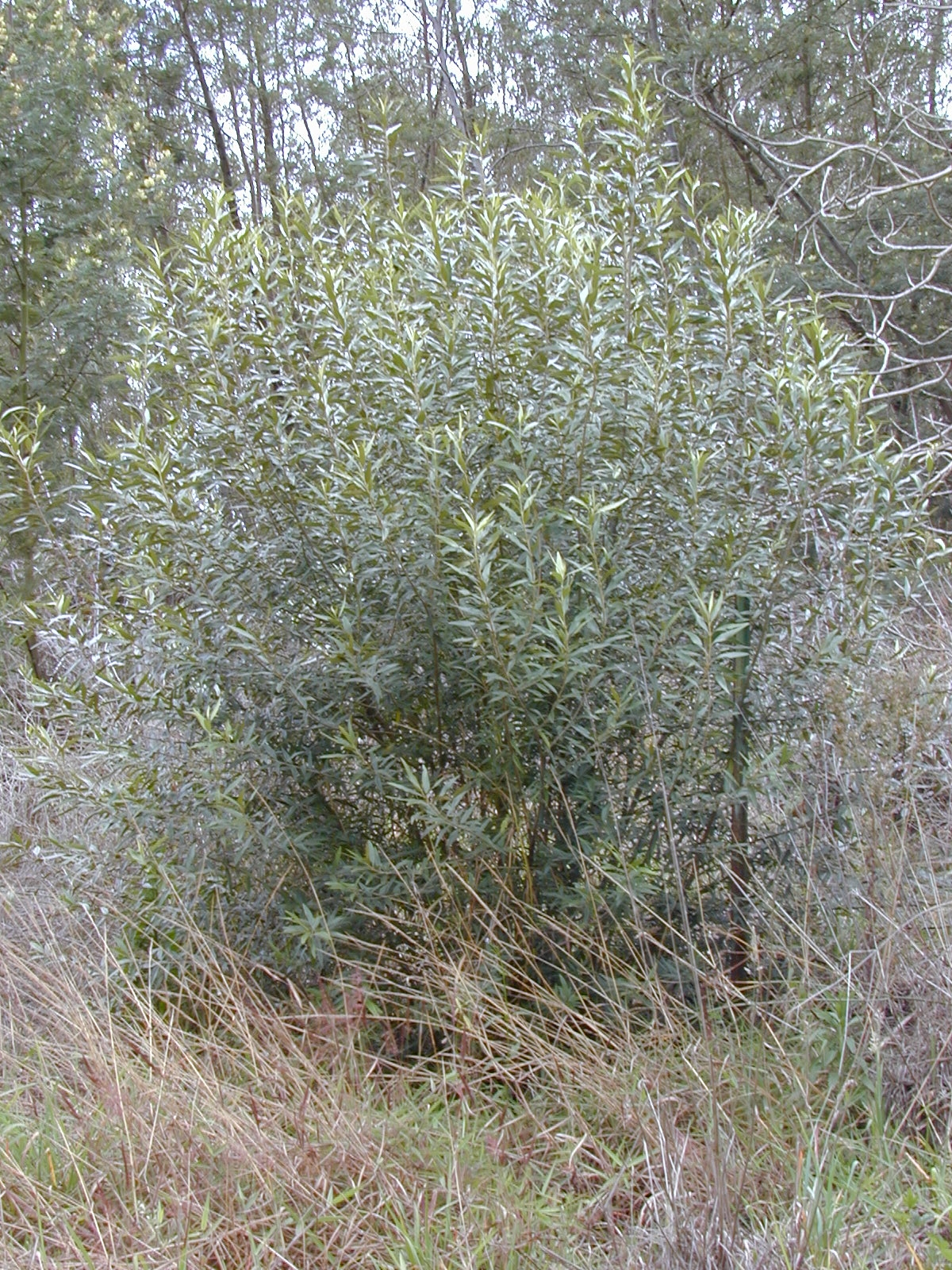
Cette sous-espèce d'Olivier a été introduite à Hawaii.